# Mabi Mulumba
Mabi Mulumba (* 22. April 1941) ist ein kongolesischer Politiker und war von 27. Januar 1987 bis 7. März 1988 Premierminister der Demokratischen Republik Kongo (Zaire). Er gehört der Partei Mouvement Populaire de la Révolution (MPR) an.
| Personendaten    | Personendaten            |
| ---------------- | ------------------------ |
| NAME             | Mulumba, Mabi            |
| KURZBESCHREIBUNG | kongolesischer Politiker |
| GEBURTSDATUM     | 22. April 1941           |